# Ed Kasid
Edward John "Ed" Kasid (Minneapolis, Minnesota, 13 de agosto de 1923 - ibidem, 3 de noviembre de 1989) fue un jugador de baloncesto estadounidense que disputó una temporada en la BAA. Con 1,80 metros de estatura, jugaba en la posición de base.

## Trayectoria deportiva

### Profesional
Fichó en 1946 por los Toronto Huskies de la recién creada BAA, con los que únicamente llegó a disputar ocho partidos, en los que promedió 1,5 puntos.

#### Estadísticas en la BAA

##### Temporada regular
| Temporada | Edad | Equipo          | Liga | Pos. | P | TC  | TCA | %TC  | TL  | TLA | %TL  | ASIS | FP  | PTS |
| 1946-47   | 23   | Toronto Huskies | BAA  |      | 8 | 0.8 | 2.6 | .286 | 0.0 | 0.8 | .000 | 0.8  | 1.0 | 1.5 |
| Total     |      |                 | BAA  |      | 8 | 0.8 | 2.6 | .286 | 0.0 | 0.8 | .000 | 0.8  | 1.0 | 1.5 |